# Oligarchie et Caciquisme

Oligarchie et Caciquisme (titre et sous-titre complets : Oligarchie et caciquisme comme forme actuelle de gouvernement en Espagne : urgence et modalités d'un changement  ; titre original, en espagnol : Oligarquía y caciquismo como la forma actual de gobierno en España: urgencia y modo de cambiarla) est un essai influent  du juriste et homme politique espagnol Joaquín Costa publié en 1901 (ou 1902 selon certaines sources,). Il s’agit d’une dénonciation du système politique et social du régime de la Restauration en Espagne, caractérisé par l'oligarchie, le caciquisme et la fraude électorale, et simultanément d’une « déclaration d’intentions : Urgence et modalités d’un changement ». Il est tiré du rapport d’une enquête présenté par son auteur devant l'athénée de Madrid la même année et constitue le texte fondateur du mouvement régénérationniste,.

## Présentation
L'oligarchie en Espagne était formée d’importants propriétaires terriens et industriels, et de membres de la noblesse.
Le caciquisme, quant à lui, désigne à un système de patronage et de clientélisme caractéristique de la Restauration et de périodes antérieures, où un cacique exerçait son influence sur une région ou une communauté, en distribuant des faveurs et en exigeant des votes en échange de son soutien. Les caciques étaient souvent des propriétaires terriens ou des notables locaux, et jouissaient d'une grande influence sur les électeurs, qui leur devaient des emplois, des terres ou d'autres avantages.
En 1901, l'athénée de Madrid ouvrit une enquête-débat sur le régime sociopolitique existant en Espagne, à laquelle participèrent une soixantaine d'hommes politiques et d'intellectuels. Oligarchie et Caciquisme:Urgence et moyen de le changer est le rapport de synthèse de cette discussion, rédigé par le régénérationniste Joaquín Costa. Dans celui-ci Costa critique vivement ce système, qui selon lui entrave le développement économique et social de l'Espagne en privilégiant les intérêts des oligarques et des caciques au détriment du bien commun. Il appelle à la création d'un État plus démocratique et équitable, où tous les citoyens ont les mêmes droits et opportunités, indépendamment de leur position sociale ou de leur appartenance politique. Il affirme qu'en Espagne « il n'y a pas de Parlement ni de partis, il n'y a que des oligarchies », « une minorité sans autre intérêt que celui personnel de la minorité dirigeante elle-même ». Cette oligarchie, dont les « cadres supérieurs » sont les « primats » (hommes politiques professionnels basés à Madrid, le centre du pouvoir), est soutenue par un vaste réseau de « caciques du premier, second ou troisième degré disséminés sur tout le territoire ». Le lien entre les grands caciques — les « primats » — et les caciques locaux est constitué par les gouverneurs civils. Costa insiste dans son rapport sur le fait que l'oligarchie et le caciquisme ne sont pas des cas exceptionnels du système, mais sont « la règle, le régime même ». Il le décrit comme un « cancer » ou une « tumeur » qui doit être extirpée du corps de la nation. Il dénonce la « trahison des élites » et prône l’union du des intellectuels et du peuple, sous la direction des premiers, pour sauver le pays. Pratiquement tous les participants à l'enquête-débat soucrivirent à cette conclusion, dont l'appréciation persiste jusqu'à nos jours. Plus d'un siècle plus tard, le « binôme de Costa, devenu le titre de livres et de manuels d'histoire, continue d'être le plus utilisé pour caractériser la période restaurationniste », souligne Carmelo Romero Salvador.
Si ce mode de fonctionnement existait depuis plusieurs décennies, l’essai de Costa eut le mérite de le mettre au grand jour à travers une critique radicale et de constituer une prise de conscience collective fondamentale des dysfonctionnements du système. Son influence fut telle que l’historiographie espagnole en est venue à considérer l’expression « oligarchie et caciquisme » comme une caractérisation totale et exclusive du régime de la Restauration, ce que critique Romero Salvador.
Le livre de Costa a eu une grande influence sur la politique espagnole au début du XXe siècle, en inspirant le mouvement régénérationniste, le parti politique Union nationale (es), qui prônaient des réformes politiques, économiques et sociales pour moderniser le pays. En invoquant un « chirurgien de fer » pour redresser l’Espagne, il inspirera un large pan de la politique du premier tiers de siècle, notamment la dictature de Primo de Rivera, mais aussi les gouvernements qui l'ont précédée.